# Expiració
L'expiració o espiració és el fenomen durant el qual l'aire que es troba en els pulmons surt d'ells; és oposat a la inspiració. Correspon a la fase passiva de la respiració pulmonar, perquè el tòrax es relaxa i disminueix el seu diàmetre, sense intervenció de la contracció muscular. El terme exhalació se sol utilitzar més per dir expressions com: exhalar el darrer sospir (la mort).
L'efecte dels músculs respiratoris es relaxen, el diafragma ascendeix i empeny cap amunt les bases pulmonars. En síntesi la cavitat toràcica redueix el volum dels pulmons. En aquestes condicions també es comprimeixen els alvèols, i expulsen el contingut de l'aire que es troba al seu interior.